# Dave Liebman
Dave Liebman (Brooklyn, Nueva York, 4 de septiembre de 1946) es un saxofonista (toca saxo soprano y tenor), flautista, clarinetista, pianista, batería y compositor estadounidense de jazz.

## Historial
Sus primeros conciertos, bajo el impulso de Bob Moses, los da con apenas catorce años. Después, y sin dejar de actuar, toma clases particulares con músicos como Charles Lloyd o Lennie Tristano. Su carrera profesional comienza en 1968, formando parte de una banda que incluía, además a Pete La Roca, Steve Swallow y Chick Corea. Su primera grabación, la realiza junto a Terumasa Hino, y después lo hará nuevamente junto a John McLaughlin (1970), antes de incorporarse al grupo "Ten Wheel Drive", al que también se incorporó Pee Wee Ellis.
A comienzos de los años 1970, tocará asiduamente con la banda de Elvin Jones, y también con Joe Farrell, Steve Grossman, Frank Foster y otros, además de grabar con Miles Davis (1972). Girará con Davis entre 1973 y 1974, antes de que Liebman comience a grabar sus propios discos como líder y actúe junto a Bob Moses o Abbey Lincoln. En 1976, se traslada a San Francisco (California), donde compartirá alojamiento y banda con Pee Wee Ellis, dentro de un estilo jazz funk, aunque en 1977 vuelve a incorporarse a la banda de Chick Corea. Un poco más tarde lo encontramos de regreso en Nueva York, tocando con Ron McClure y John Scofield, y realizando una gira por Europa (1979-1980).
En la década de 1980, Liebman formará parte del grupo "Quest", junto a Eddie Gomez, entre otros, además de actuar en diversos festivales con su propia formación. Actuará también, ya en los años 1990, con numerosos músicos europeos, entre ellos Joachim Kühn, Daniel Humair, Paolo Fresu, Jon Christensen y Bobo Stenson.

## Estilo
Liebman prolongó la búsqueda de Coltrane, con un sonido lírico y magistral, especializándose en el saxo soprano, en el que usa de forma especialmente preeminente los registros agudos y sobreagudos, combinando ritmos complejos con silencios. Desde 1973, aparece regularmente como soprano en los puestos destacados de los polls de la revista especializada Down Beat.

## Discografía como líder
| Año  | Álbum                               | Personal                                                                           | Sello discográfico                                                           |
| ---- | ----------------------------------- | ---------------------------------------------------------------------------------- | ---------------------------------------------------------------------------- |
| 1973 | Lookout Farm                        | Frank Tusa, Don Alias, Jeff Williams, John Abercrombie, Richard Beirach, Badal Roy | ECM                                                                          |
| 1973 | Drum Ode                            | Gene Perla, Barry Altschul, Collin Walcott                                         | ECM                                                                          |
| 1973 | First Visit                         | Richie Beirach, Dave Holland, Jack DeJohnette                                      | Phillips LP reeditado por West 54 Records CD reeditado por West Wind Records |
| 1976 | Light'n Up Please                   | Chris Hayes, Pee Wee Ellis, Jumma Santos, Al Foster, Jeff Berlin, Tony Saunders    | A&M/Horizon Records                                                          |
| 1978 | Pendulum!                           | Randy Brecker, Richard Beirach, Frank Tusa, Al Foster                              | Artists House                                                                |
| 1997 | New Vista                           | Vic Juris, Phil Markowitz, Tony Marino                                             | Arkadia Jazz                                                                 |
| 1998 | The Elements: Water - Giver Of Life | Pat Metheny (guitarras), Billy Hart (batería), Cecil McBee (contrabajo)            | Arkadia                                                                      |

Este cuadro ha sido tomado, en su versión inicial, de Wikipedia en inglés